# الحوش (ولاية بسكرة)
الحوش بلدية تقع في جنوب ولاية بسكرة الجزائرية.